# HD35039
HD35039 — хімічно пекулярна зоря спектрального класу B2, що має видиму зоряну величину в смузі V приблизно  4,7.
Вона  розташована на відстані близько 1289,2 світлових років від Сонця.

## Пекулярний хімічний вміст
Зоряна атмосфера HD35039 має підвищений вміст 
He
.

## Магнітне поле
Спектр даної зорі вказує на наявність магнітного поля у її зоряній атмосфері.
Напруженість повздовжної компоненти поля оціненої з аналізу
наявних ліній металів
становить  450,9± 300,0 Гаус.